# Antonio Ortiz Ramírez
Antonio Ortiz Ramírez, né le 13 avril 1907 à Barcelone et mort le 2 avril 1996, est un militant libertaire anarcho-syndicaliste catalan. Charpentier-menuisier, il adhère à quatorze ans à la Confédération nationale du travail puis plus tard à la Fédération anarchiste ibérique. Il est un des membres des groupes anarchistes Los Solidarios et Nosotros.
Lors de la Révolution sociale espagnole de 1936, il prend la tête de la colonne « Sur-Ebro », avant de devenir, à la suite de la militarisation des milices, commandant de la 25e division républicaine.
Durant la Seconde Guerre mondiale, il s'enrôle comme volontaire dans les Forces françaises libres et combat en Afrique puis participe au débarquement de Provence le 16 août 1944. Décoré à plusieurs reprises, il est alors sergent dans l'armée française.
Au début des années 1950, après avoir conçu et raté un attentat contre Franco, il émigre en Amérique du Sud, avant de revenir en Espagne en 1987 après la mort du dictateur.

## Biographie

### Premiers engagements
Natif du quartier de Poblenou à Barcelone, il quitte l'école primaire à 11 ans pour travailler comme menuisier.
À quatorze ans, en 1921, il adhère au syndicat du bois de la CNT.
En 1923, il rejoint le groupe Los Solidarios formé à Barcelone par Buenaventura Durruti, Joan García Oliver, Francisco Ascaso et Ricardo Sanz en réponse aux attentats menés par des hommes de main contre les syndicats ouvriers, dans le cadre de la lutte des classes de l'époque (pistolérisme).
En 1931, après la proclamation de la Seconde République espagnole, il est membre du comité syndical du quartier de Poblenou.
En novembre 1932, il est élu président de l'Union syndicale du Bois au moment où éclate la grève des menuisiers ébénistes qui dure de novembre 1932 à avril 1933.
Après l'insurrection du 8 janvier 1933, il est arrêté en possession d’armes avec Juan Garcia Oliver et Gregorio Jover Cortes. Il est incarcéré à la Préfecture[Quoi ?] de police où ils sont tous les trois torturés. En prison, il défend des positions radicales, et se rapproche de plus en plus de Juan García Oliver. Il rejoint, en 1934, le groupe d’action Nosotros de la Fédération anarchiste ibérique, qui prolonge les actions du groupe Los Solidarios avec Durruti, Juan Garcia Oliver, Francisco Ascaso, Gregorio Jover, Ricardo Sanz, José Pérez Ibáñez “El Valencià”, Quico Sabaté et Aurelio Fernández.
En 1935, il est à nouveau emprisonné[pourquoi ?].
Durant le premier semestre de 1936, il participe à de nombreux meetings à travers la Catalogne.
Après le soulèvement nationaliste des 17 et 18 juillet 1936 en Espagne, il participe, les 19 et 20 juillet à Barcelone, à l'assaut contre les casernes rebelles.

### La révolution espagnole

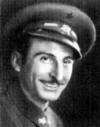
Antonio Ortiz, sans doute, en 1937.

Le 24 ou 25 juillet 1936, quelques jours après le départ de la colonne Durruti, il dirige la colonne Sur-Ebro, forte de 800 combattants, également appelée Colonna Roja y Negra (rouge et noire) qui prend la direction de Caspe sur le front nord et libère une partie de l'Aragon, permettant le développement des collectivités agricoles libertaires.
Une organisation de type autogestionnaire et fédéraliste non-étatique se substitue alors aux anciennes institutions politiques. En octobre 1936, il participe à la réunion décisive de Bujaraloz qui sera à l'origine de la création du Conseil régional de défense d'Aragon avec à sa tête Joaquín Ascaso (cousin de Francisco Ascaso). Il est un des six membres du Comité de guerre du front d'Aragon qui joue le rôle d'état-major général.
Après la militarisation des milices imposée par le gouvernement républicain sous la pression des communistes, il est nommé commandant de la 25e division.
En septembre 1937, à la suite des affrontements entre anarchistes et communistes lors des journées de mai 1937 à Barcelone, de la dissolution du Conseil d’Aragon et de l’occupation militaire du terrain par les troupes du général Enrique Líster, il est destitué du commandement de la 25e division.
En décembre 1937, il intègre l'école populaire de l'état-major puis est nommé, en mars 1938, à la tête de la 24e division à La Seu d'Urgell dans les Pyrénées catalanes.
Le 5 juillet 1938, il est à nouveau destitué de son commandement alors que courent des rumeurs de son assassinat par les communistes.
Il passe alors rapidement en France avec Joaquín Ascaso et dix autres militants anarchistes. Une fuite qui provoque de virulentes critiques de la part des dirigeants de la CNT qui l'accusent de désertion.
Le gouvernement républicain demande au gouvernement français son extradition afin de le poursuivre pour désertion et vol de biens publics. Ortiz affirme avoir été victime alors, avec Joaquín Ascaso, d'une tentative d'empoisonnement.
Selon Freddy Gómez : « […] après l’inversion définitive du rapport des forces en faveur des staliniens, en mai 1937, la destruction des collectivités d’Aragon et la mise hors la loi de son Conseil, Ortiz se voit destitué par sa propre organisation au profit de García Vivancos, ancien membre du groupe « Los Solidarios ». Lâché par ses propres camarades - dont certains négociaient un retour au gouvernement républicain dirigé par le pro-stalinien Negrín -, il rejoint Barcelone. Pressenti pour remplacer Ricardo Sanz à la tête de l’ex-colonne Durruti, il sent un coup fourré des staliniens - dont Mariano Vazquez, secrétaire de la CNT, est complice - et refuse. Fin mars 1938, Ortiz est nommé commandant de la 24e division dans les Pyrénées catalanes, puis de nouveau destitué. Devant un tel acharnement, il décide de passer en France avec Joaquin Ascaso, ex-président du Conseil d’Aragon. Accusé de désertion, il tombe sous la loi mafieuse d’un mouvement anarchiste catalan peu glorieux, très largement discrédité par ses propres compromissions, et livré à des individus peu recommandables, comme Escorza, le « bossu de la FAI », chargé des basses œuvres de police en son sein. Rattrapés par ses sbires, Ortiz et Joaquín Ascaso sont victimes d’une tentative d’empoisonnement. Ils s’en tirent, mais l’affaire ne s’arrête pas là. Alors qu’ils tentent de rejoindre Marseille, ils apprennent que le gouvernement républicain, présidé par Negrín et étroitement contrôlé par les staliniens, a procédé à une demande d’extradition auprès du gouvernement français. Traqués, livrés à eux-mêmes, ils ne devront leur salut qu’à la chute de la République espagnole. Incroyable destin ! »

### Soldat de la France Libre

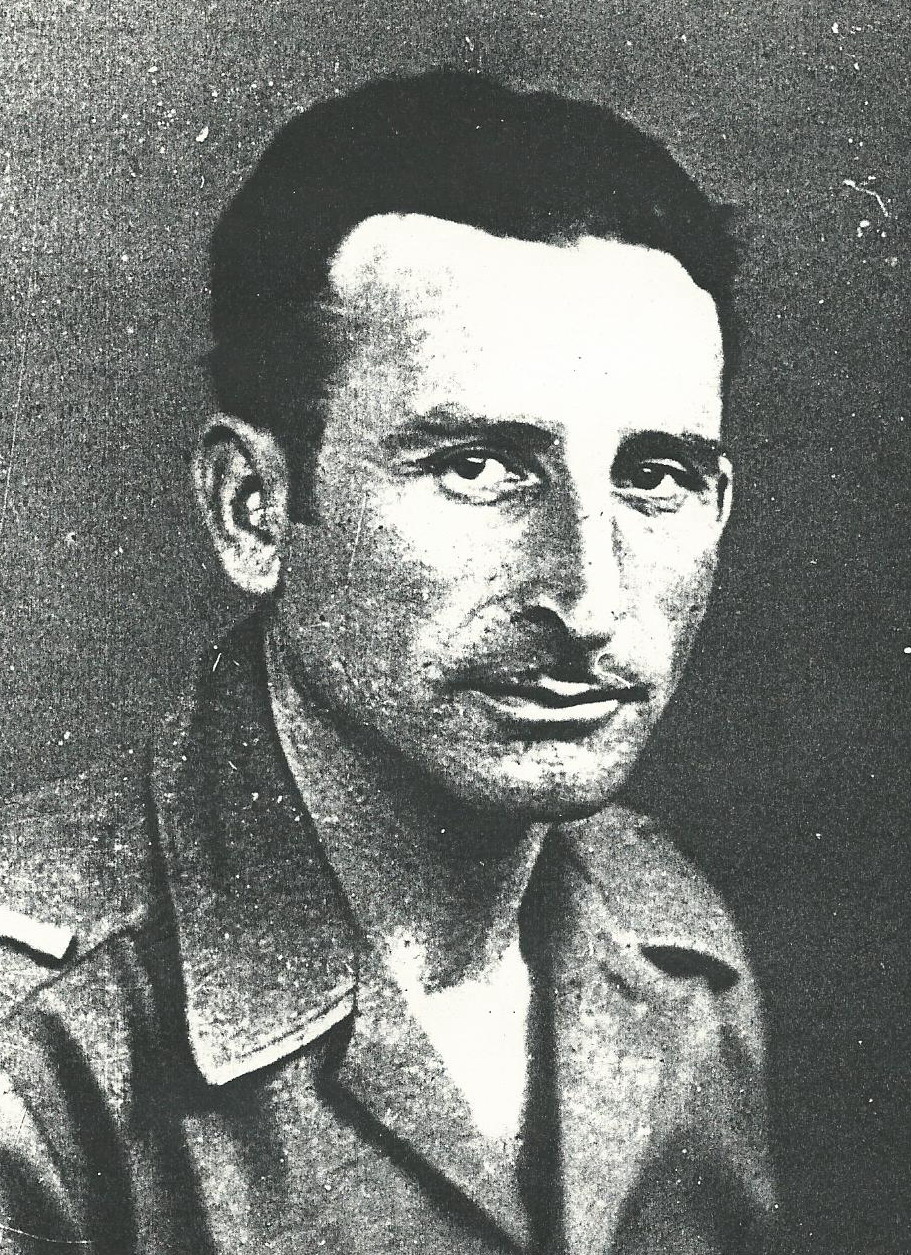
Antonio Ortiz à Alger en 1943.

Arrêté en France, il est emprisonné 9 mois à Aix-en-Provence, puis après la Retirada, interné à partir de février 1939 dans différents camps du sud de la France : Saint-Cyprien, Le Vernet puis à la prison de Collioure.
Grégory Tuban, dans Les séquestrés de Collioure en parle en ces termes : « Antonio Ortiz, ancien commandant de la 25e division, était pourtant libre à la déclaration de la guerre. Réfugié en France depuis l'été 1938, il est interpellé au début du mois de septembre 1939 à Perpignan et transféré sur le camp de Saint-Cyprien. Ce célèbre libertaire, membre fondateur du groupe Nosotros, faisait alors partie de cette fameuse liste des "suspects au point de vue national" dressée par le ministère de l'Intérieur. À la suite de son internement, il est rapidement dirigé vers le Château royal de Collioure où il restera jusqu'au mois de décembre 1939. Après un passage au camp du Vernet-d'Ariège, Antonio Ortiz sera déporté au camp de Djelfa en Algérie. »
En juillet 1942, Ortiz est expédié par le régime de Vichy, avec cinquante anarchistes jugés particulièrement dangereux, au camp de Djelfa, en Algérie, dans le Sud saharien. À leur arrivée, le maton en chef leur déclare : « Messieurs, vous êtes ici pour mourir. »
En novembre 1942, à la suite du débarquement allié en Afrique du Nord, il est libéré du camp de Djelfa,.
En mars 1943, il s'engage au Corps Franc d'Afrique et combat en Tunisie. À la dissolution de l'unité, il passe à partir de juillet aux Commandos d'Afrique à Dupleix (Algérie). En septembre le Commando s'installe à Staouéli et prend la place du Bataillon de Choc. Décembre 1943, le Commando passe en Corse, en avril 1944, Ortiz devient instructeur au Centre d'Organisation Spécial des Unités d'Assaut et de Choc de Staouéli (COSULAC). Il passe au 1er Commando lourd (ou d' accompagnement) des Commandos de France.
En septembre 44, le Commando débarque à Saint-Tropez. Le 1er combat a lieu le 4 octobre 1944 à Servance. Ortiz, qui est chef de la section de mitrailleuses lourdes du 1er commando lourd, combat en Alsace et en Allemagne. Blessé à Pforzheim le 8 avril 45, il est évacué le 17.
Antonio Ortiz et démobilisé le 5 août 1945.

### Résistance anti-franquiste
Après la Libération de la France, il s'installe à Saverdun, en Ariège, et monte une petite scierie.
Il propose alors à Laureano Cerrada de constituer une école et un camp d’entrainement militaire pour les militants libertaires partant combattre en Espagne. Ce projet est refusé par la CNT en exil.
Le 12 septembre 1948, il prend part avec Primitivo Gómez et José Pérez à une tentative de bombardement avec un petit avion de tourisme, de la tribune officielle que doit occuper Franco, à San Sebastián. C’est lui en particulier, qui prépare les bombes incendiaires. Ils sont interceptés par des avions de chasse espagnols, mais parviennent cependant à revenir se poser en France,,. Ce n’est qu’en janvier 1950, à la suite de la découverte en mai 1949 de l’imprimerie clandestine de Laureano Cerrada, puis de l’avion, qu’il est arrêté pour cette affaire.
Ortiz s'exile alors en Amérique Latine : Bolivie en 1951, Pérou jusqu'en 1955, et Venezuela où, aux côtés de Joaquín Ascaso, Valeriano Gordo et Martín Terrer, il continue à militer.
En 1966, il est secrétaire de la coordination de la CNT vénézuélienne.
Après la chute du franquisme, en 1987, il retourne à Barcelone et obtient une pension de retraite comme ancien sergent de l'armée républicaine.
Antonio Ortiz Ramirez meurt le 2 avril 1996, à la maison de retraite du quartier de La Verneda à Barcelone. Il lègue son corps à la Faculté de Médecine de l'Université de Barcelone pour la recherche scientifique.
La presse libertaire passe la nouvelle sous silence, mais il est toujours des exceptions qui confirment la règle. Dans Polémica (numéro 62-63, été-automne 1996), Antonio Zapata termine sa courte nécrologie par ces mots : « J’ai osé griffonner ces quelques lignes pour protester contre l’oubli et le vide qui entourent la disparition de compagnons qui ont tant fait pour la CNT, alors qu’on en mythifie d’autres qui, vivants, auraient sans doute refusé de tels hommages… »

## Controverses

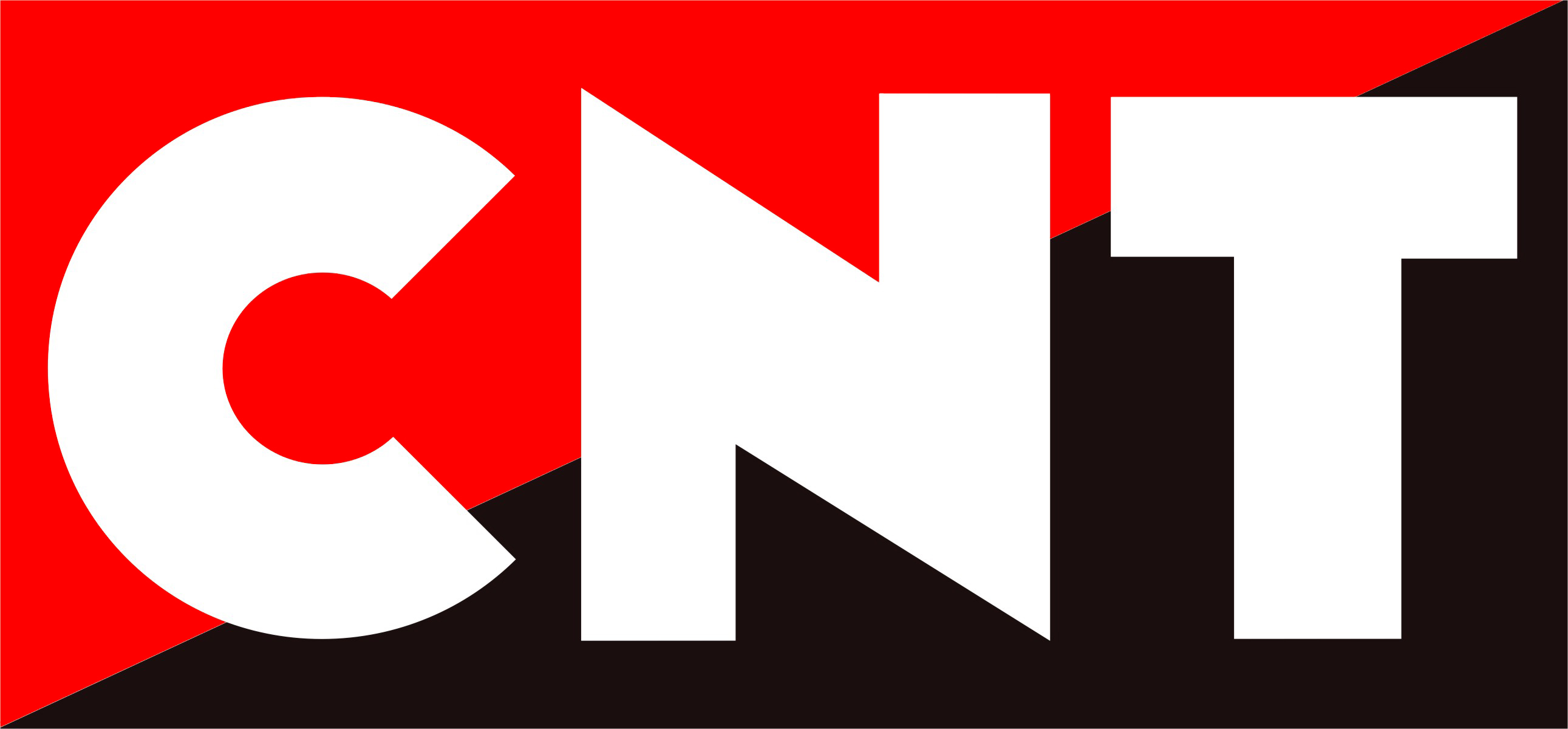

En 1995, l'historien José Manuel Márquez et Juan José Gallardo ont plusieurs entretiens avec lui et ont accès à ses archives personnelles, ce qui permet la rédaction d'une excellente biographie qui est aussi une critique documentée et exhaustive des activités dans le camp républicain et en particulier dans le mouvement anarchiste.
La publication de cette biographie intervient alors que certains milieux anarchistes tentent toujours de faire taire Ortiz, personnage controversé depuis sa fuite d'Espagne en 1938.

### Le mouton noir
Ariel Camacho, auteur du film Ortiz, général sans dieu ni maître précise : « Pourquoi Ortiz a été gommé du mouvement, liquidé politiquement en 1938, traité comme un pestiféré. Sans s'interroger sur les raisons qui l'ont poussé à déserter, sans connaître les antécédents. Lesquels étaient liés à la CNT. À partir de là, remuer les problèmes autour d'Ortiz, c'était remuer les problèmes de la CNT […] en Aragon, il était dans une position dominante, il n'a jamais occulté qu'il avait un pouvoir réel en Aragon en tant que chef militaire. Celui qui était le président du Conseil d'Aragon était quand même son meilleur ami, un homme de confiance, Joaquín Ascaso. Il avait en outre beaucoup d'influence sur lui, donc sur le conseil d'Aragon, là où le mythe de la Révolution espagnole a été le plus démontré : les collectivités, l'abolition de l'argent… d'un côté on revendique l'Aragon, comme une préfiguration de ce que pourrait être une organisation du monde anarchiste, d'une nouvelle économie. Et puis, au milieu de ce presque paradis du mouvement espagnol il y a une « brebis galeuse », Ortiz. À partir de là il y a sûrement des choses qui ont dû se passer avec le comité national de la CNT qui n'avait pas barre sur Ortiz. En tant que militant il avait plus de poids que la CNT en tant que telle. Antonio Ortiz ne respectait pas tellement telle ou telle personne au comité national, les considérant un peu légères. Marino Vásquez, secrétaire de la CNT était-il vraiment à la hauteur ? Ortiz avait sa vision des choses et n'était pas disposé à dire amen à tout. Le problème se pose de savoir à qui on obéit et dans quel cadre on obéit. […] Ce que l'on ressent énormément au cours de ce film, c'est que c'était comme dans une famille. En 1938, Ortiz devient le mouton noir. Il faut l'éjecter ! Et comme souvent dans les familles, on ne demande pas trop son avis au mouton noir, ni de se défendre. Il y a quand même eu une réunion au niveau du conseil régional en Catalogne. Avant la guerre, Ortiz avait été secrétaire du syndicat du Bois, Hernandez lui a succédé. C'est le seul qui l'a défendu au conseil régional après sa désertion. Il y a bien eu à un moment donné un jugement de la famille à l'encontre d'Ortiz. On a considéré que c'était le mouton noir… On aurait voulu le liquider ainsi que Joaquim Ascaso. […] L'idée essentielle pour moi c'est qu'il a été écarté de la famille en 1938 et si à la fin du film Ortiz parle de moments amers au cours de sa vie concernant le mouvement anar, pour lui il n'avait jamais failli à son devoir de militant. Pour lui, il faisait toujours partie de la famille alors que les autres le considéraient comme un exclu. »

### «C’est toi le chef»
Et Freddy Gómez, de poursuivre, toujours à propos du film : « Cette approche sensible de la réalité et des êtres en dit plus long, dans certains cas, que les discours construits et froids, expurgés de tout sentiment. Elle complique un peu l’histoire, c’est vrai, mais elle la met à hauteur d’homme. Et rien ne fut simple dans cette aventure humaine que fut la révolution espagnole. Ortiz le dit. Nommé responsable d’une colonne, le militant et homme action s’improvise chef militaire et se pose la question de l’autorité. « C’est toi le chef… mais jusqu’à quel point ? », se demande-t-il, avant de répondre : jusqu’au point de donner le premier ordre - « Feu ! » - et de l’entendre répercuté de bouche en bouche jusqu’à exécution ; jusqu’au point de faire fusiller sans jugement deux miliciens coupables d’exactions, raconte-t-il en accompagnant son récit d’un éloquent geste de la main qui seul peut mesurer toute la gravité de la décision. « Quand on te dit que c’est toi le chef et qu’il faut l’être, ce chef, bordel, alors là, c’est le pompon ! », lâche Ortiz. Mais il l’a été, ce chef, et il n’est pas douteux qu’il y a pris un certain goût, comme d’autres, tant d’autres, comme ces dirigeants anarchistes « en costume cravate ou en veste de cuir », comme ces militants soudain propulsés à des fonctions de pouvoir, comme ces anciens du groupe « Nosotros », tous jetés dans la mêlée guerrière et tous assumant un rôle de chef. Cette question du pouvoir, le plus souvent réduite à sa dimension politique spectaculaire - la participation des anarchistes au gouvernement de Largo Caballero -, Ortiz l’aborde avec une franchise assez déroutante. Quand il caractérise l’influence du groupe « Nosotros » sur la CNT catalane en affirmant qu’il y avait « pris le pouvoir » et que son « autorité » dépassait celle du propre comité régional de Catalogne, on peut y voir une exagération. Il n’empêche que cette affirmation, naturellement énoncée, met à mal la vision un peu simpliste de la corrélation des forces et des intérêts, de la dialectique du coup de main et de l’action de masse, cette synthèse idéale d’un anarchisme de rue et d’un syndicalisme d’atelier. Elle y introduit une dimension maudite, un enjeu de pouvoir, dont tant de manifestations apparentes ou secrètes peuplent, pourtant, l’envers du décor. Quand, par ailleurs, Ortiz raconte la création « pas très démocratique » du Conseil d’Aragon, en insistant sur le rôle prépondérant joué, à l’occasion, par les chefs de milice - Durruti, mais aussi lui-même -, il remet d’une certaine façon l’histoire sur ses pieds, il la dégage de cette légende spontanéiste et basiste amplement colportée par l’imagerie libertaire, et, ce faisant, il contredit un des mythes fondateurs de la révolution espagnole. Là encore, Ortiz a le mérite de dire les choses clairement, simplement, sans exaltation, avec cette ironie nécessaire qui, seule, peut résister aux boursouflures mystificatrices, en assumant sa part de responsabilité, en renvoyant les autres aux leurs, tous les autres. »

### Document audiovisuel
- Ariel Camacho, Phil Casoar, Laurent Guyot, Ortiz, général sans dieu ni maître, iO Production, C9 Télévision, 1996[18],[19].
  - Première partie : « Nosotros », 53 min 56 s
  - Seconde partie : « C’est toi le chef ! », 54 min 56 s

### Articles
- Ariel Camacho, Ortiz : Général sans dieu ni maître, interview Thierry Porré, Le Monde libertaire, HS no 20, 20 décembre 2001, texte intégral.
- Freddy Gomez, La folle épopée d’Antonio Ortiz, À contretemps, no 5, novembre 2001, texte intégral.
- Freddy Gomez, Monica Gruszka, Un entretien avec Ariel Camacho et Daniel Pinós, À contretemps, no 5, novembre 2001, texte intégral.

### Document photographique
- Institut international d'histoire sociale (Amsterdam) : photo de groupe en 1975.

## Notices
- Dictionnaire des guérilleros et résistants antifranquistes : notice biographique.
- L'Éphéméride anarchiste : notice biographique.
- Centre International de Recherches sur l'Anarchisme (Lausanne) : notice bibliographique.
- RA.forum : notice vidéographique.
- (es) Miguel Iñiguez, Esbozo de una Enciclopedia histórica del anarquismo español, Fundación de Estudios Libertarios Anselmo Lorenzo, Madrid, 2001, pp. 447-448.